# Upton (Kentucky)
Upton é uma cidade localizada no estado americano de Kentucky, no Condado de Hardin e Condado de Larue.

## Demografia
Segundo o censo americano de 2000, a sua população era de 654 habitantes.
Em 2006, foi estimada uma população de 625, um decréscimo de 29 (-4.4%).

## Geografia
De acordo com o United States Census Bureau tem uma área de
4,0 km², dos quais 4,0 km² cobertos por terra e 0,0 km² cobertos por água. Upton localiza-se a aproximadamente 221 m acima do nível do mar.

## Localidades na vizinhança
O diagrama seguinte representa as localidades num raio de 28 km ao redor de Upton.